# Língua inuíte
A língua inuíte (inuktitut) é tradicionalmente falada na região do Ártico, na América do Norte e, em certa medida, na região subártica de Labrador. Também é falada no extremo leste da Rússia, especialmente nas ilhas Diomedes e em poucas vilas da península de Chukotka, embora esteja seriamente ameaçada de extinção nesse país. Os inuítes ou esquimós vivem basicamente em três países: na Dinamarca, mais exatamente na Groenlândia; no Canadá, na província de Quebeque; e nos Estados Unidos, no Alasca.

## Falantes
A população total de falantes tradicionais do inuíte é difícil de precisar, uma vez que os censos confiam mais em contagens feitas pelos próprios inuítes, e estes nem sempre conseguem definir o uso real, nem as habilidades dos falantes. Na Groenlândia o último censo apontou cerca de 50 000 falantes; no Canadá, cerca de 30 mil. Fora desses dois países as quantidades são menores: cerca de 3 mil falantes no Alasca, sendo considerada como uma língua em vias de extinção, dado que a população de inuítes é de 13 mil pessoas. As línguas esquimós na Rússia são faladas apenas por poucas centenas de pessoas. Há ainda cerca de 7 mil inuítes da Groenlândia vivendo na Dinamarca continental, constituindo o maior grupo fora do Canadá e da Dinamarca. Avalia-se a população total dos falantes inuíte em cerca de 90 mil.

## Nome
A língua tradicional dos inuítes ou esquimós é em verdade um conjunto de vários dialetos interrelacionados, mas nem todas mutuamente inteligíveis, não podendo ser caracterizado o inuctitute (Inuktitut) como uma língua, mas como um grupo linguístico.
Não há realmente um critério claro para separar toda a gama de falares inuítes e quantificar o número de idiomas específicos, pois há um continuum de variações dialetais, no qual grupos vizinhos entendem seus vizinhos, tendo maiores dificuldades para entender outros grupos mais afastados, pois usam palavras diferentes para os mesmos objetos, havendo também ambiguidades dentro do grupo linguístico inuctitute que levam a grandes confusões para definir o falar desses povos. As línguas esquimós podem também ser chamadas de inuíte, língua esquimó do leste canadense, língua do Leste Ártico.
Na Groenlândia, a variante oficial do inuíte é chamada de Kalaallisut ou, em outras línguas, groenlandês. No Alasca, a língua é chamada de inhupiaque (Iñupiaq, Iñupiat e Iñupiatun), com a variante da península de Seward distinguindo-se das demais pelo nome de qawiaraq, também chamada, em alguns dialetos, inhupiatune (Iñupiatun) do estreito de Bering.
No Canadá, o termo inuctitute é geralmente usado aplicado a todas variantes da língua inuíte do país. Com esse nome, é reconhecida oficialmente como língua oficial da província de Nunavut e dos Territórios do Noroeste. Porém uma das variantes do oeste de Nunavut é chamada inuinactune (Inuinnaqtun) para se distinguir dos dialetos do leste do Canadá, enquanto que as variantes dos Territórios do Noroeste também são chamadas de inuvialuctune ou mesmo, mais no passado, de Inuktun. Nesses dialetos, o nome é, algumas vezes, Inuktitun por diferenças dialetais de pronúncia.
A língua inuíte de Quebeque é chamada inuctitute por seus falantes e também por outras pessoas, mas as diferenças de pronúncia são poucas. No Labrador, a língua é chamada Inuttut ou, até em documentos oficiais, pelo nome bem descritivo Labradorimiutut. Além disso, canadenses, tanto inuítes quanto não inuítes, usam o termo inuctitute para se referir a todas as variantes do idioma, incluindo também as da Groenlândia e do Alasca. Considera-se também a língua da baía de Baffin como um dialeto inuíte.
As variantes de língua dos esquimós da Rússia é chamada com os nomes dos diversos assentamentos onde eles ficam, ou seja: Sirenikski, Naukanska e Chaplinski, nomes oriundos das vilas de Sireniki, Naukan e Novoe Chaplino.
A expressão língua inuíte é muito limitada para uso profissional, uma vez que em cada área há mais de um modo convencional que cobre as variantes locais; ou é usado como um termo descritivo em publicações onde os leitores podem não esperar nem necessariamente entender os termos localmente usados. Porém, isso implica o fato de que, ao contrário, por exemplo, da língua francesa, que é sempre assim chamada, a língua inuíte nem sempre é chamada de inuíte.
Dizer, por exemplo, que "Pedro fala inuíte" é um uso estranho, pois a maioria das pessoas que conhece a língua acharia isso suspeito, tal como dizer que um brasileiro fala o "brasileiro". Inuíte é uma palavra geralmente reservada para o grupo étnico inuíte, na própria língua dita inuíte, e muitos inuítes acreditam que a palavra também deva ser assim usada nos demais idiomas.
Mesmo que muitas pessoas chamem essas línguas de língua esquimó, isso também é considerado ambíguo, pois a designação "esquimós" (inuítes) também inclui falantes da língua iúpique, outra das línguas esquimó-aleútes. A palavra "esquimó" vem tendo seu uso, aliás, já bem desencorajado no Canadá.

## Classificação
A língua dos inuítes pertence à família esquimó-aleúte, sendo proximamente relacionada às línguas iúpiques e tem relação mais afastada com a língua aleúte. Essas línguas aparentadas são todas também faladas desde o oeste do Alasca e o leste da península Chukotka (Okrug autônomo Chukotka) na Rússia. Não há nenhuma relação discernível com qualquer outra língua indígena da América do Norte ou do noroeste da Ásia, embora haja estudiosos que busquem relações com as línguas indo-europeias, num hipotético sub-filo dito “Nostrático” das Línguas paleo-siberianas, embora essa relação seja mais geográfica do realmente linguística.

## História
Formas primitivas da língua inuíte já foram faladas por grupos que deram origem aos inuítes, como o povo thule que dominou o povo Dorset, o qual teria ocupado a América ártica no início do segundo milênio da era cristã. Por volta de 1300, os inuítes com seu idioma chegaram ao oeste da Groenlândia, depois ao leste da ilha ao mesmo tempo em que daí desaparecia a colonização viquingue do sul da Groenlândia; Acredita-se em geral que foi uma migração para o leste que durou séculos, que a língua inuíte se diferenciou das línguas iúpiques faladas no Alasca do Oeste e em Chukotka;
Até 1902, um enclave da cultura Dorset ou Sadlermiut (em moderno inuctitute Sallirmiut) existiu na ilha Southampton. Nada se sabe sobre a linguagem desses “Dorset”, mas poucas testemunhas oculares relataram uma língua estranha, o que pode sugerir que eles falavam algo como uma língua esquimó-aleúte, porém diferente das formas faladas hoje no Canadá.
As línguas iúpique e inuíte iúpique e inuíte apresentam muitas similaridades sintéticas e morfológicas e suas origens comuns são perceptíveis pelos muitos cognatos como se segue:
| Português | Iúpique central | Iñupiatun       | Inuctitute do norte de Baffin | Groenlandês (Kalaallisut) |
| --------- | --------------- | --------------- | ----------------------------- | ------------------------- |
| pessoa    | yuk             | iñuk [iɲuk]     | inuk                          | inuk                      |
| gelado    | kaneq           | kaniq           | kaniq                         | kaneq                     |
| rio       | kuik            | kuuk            | kuuk                          | kuuk                      |
| fora      | ellami          | siḷami [siʎami] | silami                        | silami                    |

As variantes do oeste do Alasca mantêm muitas características presentes nas línguas proto-inuítes e em iúpique para que possam ser classificadas como línguas iúpiques se forem analisadas de forma isoladas do maior universo dos inuítes.

## Geografia
A língua inuíte é em verdade um conjunto de dialetos muito inter-relacionados cujas subdivisões são feitas por muitos critérios. Na sua forma mais tradicional a divisão dos dialetos é feita pelos nomes das áreas onde são falados, assim marcando as diferentes idiossincrasias locais. Por exemplo, o dialeto de Iglulik é assim definido, diferenciando o mesmo do de Iqaluit. Desse modo, divisões políticas e sociológicas são cada vez mais os critérios para descrever as diferentes variantes do inuíte a partir de ligações com diferentes formas de escrita, escolas, meios de comunicação e vocabulário adquirido de outras línguas. Isso faz com que a repartição das formas de falar inuíte seja bem complexa. Certos rótulos podem ser usados para sintetizar essas divisões por fatores linguísticos, sócio-linguísticos e políticos dentro do espectro do conjunto inuíte. Esse não é o único modo necessariamente usado na classificação pelos próprios inuítes, mas os rótulos aqui apresentados tentam refletir os usos mais comuns na literatura técnica e popular.
Em adição aos macroterritórios abaixo apresentados, há cerca de 7000 inuítes oriundos da Groenlândia vivendo na Dinamarca e mais cerca de 200 (censo de 2001) auto intitulados falantes de inuíte, vivendo no Canadá fora das tradicionais áreas inuítes.

### Alasca
Dos 13.000 “Inupiat” do Alasca, apenas cerca de 3,000 ainda são capazes de falar algumas das variantes da língua inuíte, sendo a grande maioria acima de 40 anos de idade. Os inuítes do Alasca falam dois dialetos bem distintos:
- Qawiaraq falado na parte Sul da península de Seward e em “North Sound”. Esse dialeto já foi falado no passado em Chukotka, particularmente das Ilhas Diomedes e parece ter desaparecido nas áreas outrora “Russas” pela assimilação pelas línguas iúpiques, dos Chukchi das comunidades falantes do russo. Esse dialeto é radicalmente diferente em fonologia de qualquer outra língua Inuíte Algumas pessoas consideram o dialeto do Estreito de Bering como sendo separado do Qawariaq.
- Inupiatun falado nas escarpas do Alasca e na área de “Kotzebue Sound”, sendo que as variantes de Kotzebue Sound junto com as do Alasca do Noroeste são chamadas de Malimiutun ou Malimiut Inupiatun. Porém, apesar das diferenças significantes de fonologia, o Malimiutun é facilmente entendido para outros “Inupiats” do Alasca;

### Canadá
A língua inuíte é oficial nos Territórios do Noroeste, oficial e dominante em Nunavut, tem um significativo nível de apoio oficial em Nunavik, uma área semiautônoma da província Quebeque, e ainda é falado em algumas áreas do Labrador. Em geral, Canadendes se referem a todos os dialetos inuíte falados no país como inuctitute (Inuktitut), porém em diversas áreas há termos locais como inuvialuctune (Inuvialuktun), inuinactune (Inuinnaqtun), Nunatsiavummiutut, esse último ainda chamado de Inuttut ou Labradorimiutut;.
A língua se mostra pouco vigorosa no Labrador, onde menos de 50% dos inuíte falam a língua, não havendo falantes mais jovens do que vinte anos, exceto poucos em Nain. Apenas 10 a 30% dos que tem inuíte como primeiro idioma, Os que têm inuíte como segundo idioma são mais letrados, 75 a 100%. Já existe Bíblia em inuíte;
No norte da província de Quebeque e nos Territórios do Noroeste ao central Ártico o inuctitute (língua inuíte) é falado por 90% da população;

### Groenlândia
A Groenlândia tem cerca de50 000 falantes de variantes de língua, sendo que mais de 90% falam tais dialetos no seu dia-a-dia:.
- Kalaallisut, ou Groenlandês, é o nome dado ao dialeto padrão e oficial da Groenlândia. Essa língua nacional é ensinada a todos Groenlandeses nas escolas, independentemente de sua língua nativa. Esse dialeto representa o modo de falar da Groenlândia do oeste, tendo muitas palavras oriundas do dinamarquês, enquanto que as variantes inuíte do Canadá e do Alasca apresentam palavras de origem inglesa, de origem francesa, ou provindas do russo É escrito com a Alfabeto latino. O dialeto de Upernavik no noroeste da ilha é bem diferente em fonologia em relação ao dialeto padrão;
- Tunumiit oraasiat (ou Tunumiusut em Kalaallisut, dito também como Leste Groenlandês por estrangeiros) é o dialeto da Groenlândia do leste. Difere bastante de outras formas de inuíte tendo cerca de 3.000 falantes Ethnologue.
- Inuktun (ou Avanersuarmiutut em Kalaallisut) é o dialeto da área de Qaanaaq no norte da ilha, chamado também de Thule ou Norte Groenlandês. Essa área é o assentamento inuíte mais setentrional, tendo muito poucos falantes, não mais de mil. Aproxima-se em características do dialeto de Baffin norte por ter se originado das correntes migratórias de inuítes vindos da ilha de Baffin que aí se assentaram entre o final do século XIX, início do século XX Ethnologue.

### Rússia
A forma mais conhecida de iúpique russo é a língua esquimó de Sireniki falado nesse assentamento date 1997. As diversas variantes das línguas iúpiques da Sibéria ainda são faladas em Naukan e em Novoe Chaplino, sendo chamada de iúpique naucano (cerca de 70 pessoas) e o iúpique de Chaplinski (cerca de pessoas)). São línguas bem ameaçadas de extinção, faladas apenas por pessoas mais velhas, embora tenham sido registradas crianças que as falavam em 2003;
.
As duas línguas sobreviventes pertencem ao ramo iúpique das línguas Esquimós das quais o Sireniki deve ter sido o terceiro membro agora já extinto; .

## Fonologia
As variantes inuíte do Canadá apresentam quinze Consoantes e três vogais, podendo essas ser longas ou curtas.
As consoantes são agrupáveis em cinco “pontos de articulação”: Bilabial, alveolar, palatal, velar, uvular com três formas de articulação: "stop" surda, "continuante" sonora, nasal e mais dois sons adicionais "surdos" e fricativos. Os dialetos do Alasca têm uma maneira adicional de articulação, a chamada "retroflexiva" presente nas formas "proto-inuítes". Essas "retroflexivas" desapareceram nas formas inuíte do Canadá e da Groenlândia, mas em Natsilingmiutut, a sonora plosiva palatal /ɟ/ deriva da antiga retroflexiva.
Quase todas as variantes das línguas inuíte apresentam apenas três sons básicos de vogais, fazendo distinção entre longas e breves. Há exceções apenas nos extremos geográficos do espectro inuíte, em áreas da Groenlândia e também do Alasca oeste.

## Escrita
Sendo a língua inuíte espalhada por uma área muito grande, em nações diferentes e tipos de governos, tendo sido essas áreas localizadas por europeus de diversas origens, em épocas diferentes, não há uma forma unificada de se escrever o inuíte. A maioria dos inuctitutes (Esquimós) de Nunavut e Nunavik escrevem num silabário chamado inuctitute baseado em escrita silábica dos Aborígenes canadenses; Os nunavut dos Territórios do Noroeste usam o alfabeto latino numa esquematização chamada “Inuinnaqtun”  No Alasca é usada outra forma do alfabeto latino desenvolvida por Missionários falantes de alemão vindos da Morávia que incluíram a letra “Kra” no alfabeto. O alfabeto latino para a Groenlândia já foi bem similar ao usado em Nunatsiavut, tendo sofrido mais tarde uma reforma ortográfica e de pronúncia na reforma de 1973. Essa reforma visou adaptar melhor a ortografia à real pronúncia e ao inventário fonético da língua. A língua dos iúpiques da Sibéria, Rússia é escrita em alfabeto cirílico;

### Silabário do Canadá
O silabário usado pelos inuctitutes (titirausiq nutaaq) é o Latino com caracteres extra, como pontos sobre as vogais longas (nas transcrições “latinas” é representado por vogais duplas). Baseia-se no silabário “Cree” criado pelo missionário linguista “James Evans”. Atualmente o silabário inuctitute canadense é o que foi adaptado pelo “Instituto Cultural inuíte” do Canadá nos anos 1970; O inuíte do Alasca, o inuvialuctune, falantes do inuinactune (Inuinnaqtun) mais o inuíte da Groenlândia e Labrador usam o alfabeto latino com algumas adaptações particulares e locais.
Convencionalmente se entende o alfabeto inuctitute como um silabário, porém, alguns estudiosos o entendem como um Abugida, pois as sílabas que começam com a mesma consoante apresentam “glifos” mais do que as não relacionadas.
Todos os Caracteres utilizados no silabário inuctitute são disponíveis em Unicode na chamada “Tabela unificada de caracteres Silábicos dos Aborígenes do Canadá”.

## Morfologia e sintaxe
A língua inuíte, como outras Línguas esquimó-aleútes, apresenta um sistema morfológico riquíssimo, com uma grande sucessão de diferentes morfemas que adicionadas às palavras “raízes”, indicam situações que na maior parte, por exemplo, das línguas europeias são expressas por uma sucessão de palavras separadas. Trata-se de uma língua “Poli-sintética” e “Aglutinativa”. Em inuíte a raiz é sempre início das palavras derivadas, à qual são juntados diversos sufixos, que podem ser centenas, havendo dialetos com 700 possíveis sufixos. As regras de uso dos sufixos são complexas, mas, para quem quer aprender a língua há a vantagem da mesma ser bem regular em sua morfologia, sem haver exceções, ao contrário da maioria das línguas indo-europeias.
Há palavras muito longas, como o exemplo a seguir, palavra inuctitute central do Nunavut:
tusaatsiarunnanngittualuujunga
Eu não posso ouvir muito bem
É formada essa palavra longa pela raiz tusaa- - ouvir – seguida por cinco sufixos:
| -tsiaq-  | bem                                                                           |  |
| -junnaq- | ser capaz (poder)                                                             |  |
| -nngit-  | não                                                                           |  |
| -tualuu- | muito bem                                                                     |  |
| -junga   | ”indicação de primeira pessoa singular presente do indicativo não específico” |  |
Esse tipo de construção de palavra é característico da língua inuíte; num manual de um corpo militar inuíte do Canadá, o dos Nunavut "Hansard" 92% das palavras aparecem uma única vez, o que não acontece em línguas indo-europeias. A aplicação de leis matemáticas de distribuição estatística de palavras na maioria dos idiomas, pela "Lei de Zipf", não tem validade em inuíte.
O conceito de “palavra” seria diferente do da maioria dos maiores idiomas conhecidos. O fato de que essas longas sequências de sons são palavras únicas foi mais bem percebido pelo fato de algumas línguas inuíte já terem sua forma escrita antes de haver qualquer transliteração para outros alfabetos.
Desse modo, as noções de “partes da escrita” ficam bem complexas se aplicadas ao inuíte. Verbos muito flexionados em tempo, modo, aspecto, etc. podem ser considerados com substantivos. A palavra he notion ilisaijuq pode ser interpretada como “ele estuda” ou como “estudante”, sendo o significado mais claro para quem fala, se considerado o contexto.
A morfologia e sintaxe do inuíte também apresenta algumas variações maiores ou menores entre os diversos dialetos e aqui foi apresentado um exemplo em Nunavut, porém os princípios básicos são aplicáveis em graus diversos nos demais dialetos em iúpique;.

### Palavras para neve
Trata-se de uma “lenda urbana”, uma “crença popular”, o dito de que a língua inuíte tem uma grande quantidade para expressar neve, em função, talvez, da grande integração do povo Esquimó com essa matéria.. Trata-se de um entendimento incorreto ou mesmo um modo de forçar uma verdade, assim como já se disse que línguas de povos que muito utilizam camelos e dromedários têm palavras diferentes para definir, por exemplo, cada uma das quatro patas desses animais.
O correto é que o inuíte é uma língua polissintética que agrupa afixos a raízes gramaticais. Há apenas duas palavras básicas, raízes gramaticais, para neve: 'qanniq-' ('qanik-' em alguns dialetos), usado como verbo “nevar” e 'aput', que é o substantivo “neve”.
Assim, em inuíte podem ser formadas várias “palavras” a partir dessas raízes pela adição de afixos diversos, os quais na maioria das línguas são palavras separadas (adjetivos, advérbios, artigos, etc). Os afixos do inuíte se juntam à raiz como qualificadores e modificam tanto um verbo como um substantivo nas suas propriedades semânticas como qualificadores. Assim, o que parece ser uma palavras diversa é apenas, por exemplo, o substantivo ‘aput’ (neve) ou o verbo 'qanniq-' qualificados como: neve caindo, neve fofa, neve escura, neve com vento, etc.
Conhecer esse “Hoax”, esse clichê, em
“Pullum, Geoff. (1991) The Great Eskimo Vocabulary Hoax and Other Irreverent Essays on the Study of Language. University Of Chicago Press. ISBN 0226685349”;

### Nomes de locais e pessoas
Mesmo que os nomes de pessoas e de locais possam soar estranhos a outros povos, são geralmente bastante simples e prosaicos em seus significados: Iqaluit, por exemplo, é simplesmente o plural de iqaluk - "truta".  Iglulik é apenas local com casas, uma palavra que pode ser interpretada com simplesmente “cidade”; Inuvik é local com pessoas; Ilha de Baffin - Qikiqtaaluk na língua inuíte é algo como “grande ilha”;
Mesmo que praticamente todos os inuítes tenham seus nomes legais com base em tradições de nominações oriundas do sul, das áreas ditas "europeias", em seus lares e entre eles ainda usam nomes mais tradicionais. Aí, seus nomes próprios têm também significados prosaicos, na maioria das vezes de pessoas já falecidas ou de classes de coisas, objetos, crendo que assim possam vir a ter as características positivas, os poderes, associados a essas palavras, para que possam disso usufruir. Daí também usarem nomes europeus, com que para serem mais "europeus".
Um inuíte pode ter muitos nomes, dados pelos pais ou mesmo por outros membros das comunidades.
Nomes próprios comuns no Canadá incluem:
- "Ujarak" (pedra)
- "Nuvuk" (terra principal)
- Tupiq" ou "Tupeq" (em Kalaallisut, tenda)
- "Qajaq" (caiaque).

Também podem ser nomes de animais, crendo que ao usar esses nomes, possam adquirir suas qualidades e poderes. Alguns favoritos são:
- "Nanuq" ou "Nanoq" (em Kalaallisut, urso polar)
- "Uqalik" ou "Ukaleq" (em Kalaallisut, raposa do ártico)
- "Tiriaq" ou "Teriaq" (em Kalaallisut, arminho);

Os nomes de pessoas já falecidas são bem usados, bem como personagens de lendas e histórias locais, se chamando por características dessas pessoas, também:
- "Itigaituk" (sem pés)
- "Usuiituk" (sem pênis)
- Tulimak" (costela).

### Discos de identificação –Sobrenomes
Nos anos 1920, mudanças no estilo de vida inuíte e sérias epidemias como tuberculose fizeram com que o Governo do Canadá se interessasse em recensear a região ártica. Os nomes tradicionais inuítes refletem muito bem a cultura de seu povo nos aspectos ambientais, paisagístico, do céu, familiar, animais, aves,  espíritos. Mas esses nomes eram difíceis para os “europeus” sulistas compreender quando era realmente um nome, um parentesco ou mesmo uma opinião, uma avaliação da pessoa. A natureza aglutinativa da língua fazia com que os nomes inuíte fossem longos e muito difíceis de pronunciar para os burocratas e missionários do sul do país.
Assim, nos anos 1940, os inuítes passaram a receber “discos numerados” feitos em rótulos identificadores especiais de couro, como os de coleiras de cães. Eles eram obrigados a portar sempre esses rótulos em discos, hoje já havendo muitos já puídos e gastos, onde nada pode ser lido. Os números iniciavam por uma letras que indicavam a região de origem da pessoa (ex. E=Leste), a comunidade e depois um número sequencial definido pelo pessoal do censo. Os novos nomes dos locais e das pessoas eram comandados por autoridades da Igreja, por Missionários, que viam nos nomes tradicionais sinais indesejáveis de Xamanismo e Paganismo;
Os missionários encorajaram os inuíte a adotar nomes Cristãos. Assim uma jovem que era conhecida por seus parentes como "Lutaaq, Pilitaq, Palluq, ou Inusiq" e foi batizada como "Annie" foi sob esse sistema identificada como Ann Meekitjuk Hanson - Annie E7-121. Ver o livro por ela escrito What's In A Name? by Ann Meekitjuk Hanson As pessoas adotavam números com relações dependentes da família, das regiões (algo como os códigos locais de telefone);
Até que muitos inuítes passaram a estudar no sul “europeu”, muitos não sabiam que tais “numerações” não eram parte obrigatória para cristãos nem para pessoas de nomes ingleses ou franceses. A partir de 1959 o governo começou o chamado “Projeto Sobrenome”, sob o comado de “Abe Okpik” para acabar com o preconceituoso sistema de “nomes numerados”, usando sobrenomes e nomes de origem familiar tradicional. Atualmente, apenas artistas gráficos inuíte ainda usam, quase como curiosidade, seus “discos numerados” como assinatura de suas obras de arte; 

### Dicionários e léxicos
- «Inuktitut - English Dictionary»
- «Nunavut Living Dictionary»
- «Interactive IñupiaQ Dictionary»
- «Oqaasileriffik Language database»
- Inuktitut Morphology List PDF (133 KiB)

### Livros diversos
- Alia, Valerie (1994) Names, numbers and northern policy: Inuit, Project Surname and the politics of identity. Halifax NS: Fernwood Publishing.
- Greenhorn, Beth Project Naming:  Always On Our Minds, Library and Archives Canada, Canada.
- Collis, Dirmid R. F., ed. Arctic Languages: An Awakening ISBN 92-3-102661-5 Available in PDF via the UNESCO website PDF (2.68 MB).
- Mallon, Mick Inuktitut Linguistics for Technocrats.
- Mallon, Mick (1991) Introductory Inukitut and Introductory Inuktitut Reference Grammar. ISBN 0-7717-0230-2 and ISBN 0-7717-0235-3
- Spalding, Alex (1998) Inuktitut: A multi-dialectal outline dictionary (with an Aivilingmiutaq base) ISBN 1-896204-29-5
- Spalding, Alex (1992)Inuktitut: a Grammar of North Baffin Dialects ISBN 0-920063-43-8
- Project Naming Project Naming Website
- Okpik, Abe. Disk Numbers. (Okpik received the Order of Canada for his work on Project Surname)

### Páginas da internet
- «Inuit (Inuktitut) em Omniglot»
- «A Brief History of Inuktitut Writing Culture»
- «Inuktitut Syllabarium»
- «Our Language, Our Selves»
- «Alt.folkore.urban on Eskimo words for snow.»
- «Report of the third Danish Chukotka expedition with information on the Chukotka Yupik»